# Yoshihiro Nishimura

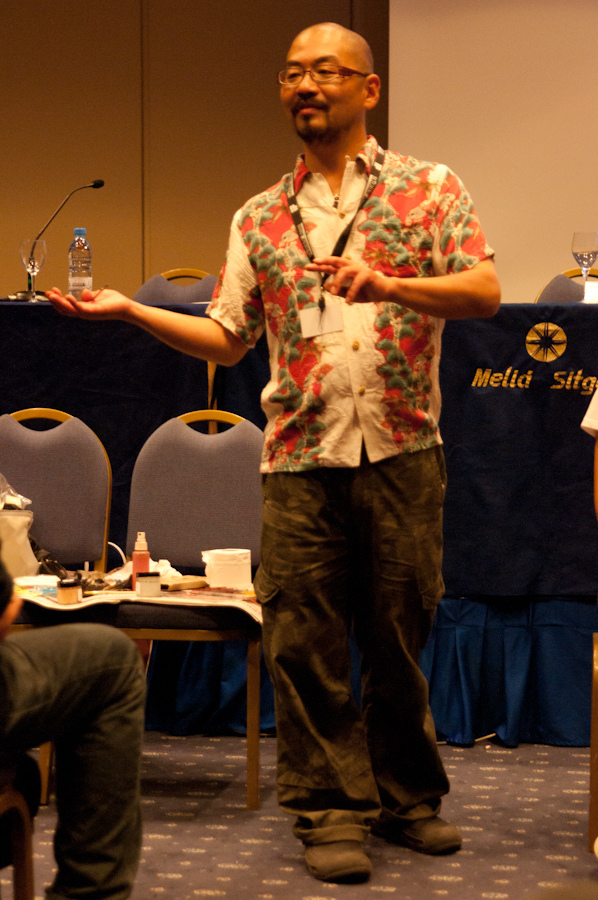
Yoshihiro Nishimura.

Yoshihiro Nishimura (西村喜廣?, Nishimura Yoshihiro; Tokyo, 1º aprile 1967) è un regista, truccatore ed effettista giapponese.

## Biografia
Debuttò nel 1995, scrivendo e dirigendo il film horror Anatomia Extinction, per il quale curò anche il trucco e gli effetti speciali. Continuò quindi la carriera di truccatore e autore di effetti speciali, lavorando in film quali Suicide Club, Death Train, Noriko's Dinner Table, Meatball Machine e The Machine Girl.
Nel 2004 diresse il suo secondo lungometraggio, intitolato Speakerman: The Boo, mentre nel 2008 diresse lo splatter Tokyo Gore Police, che si aggiudicò il premio come miglior film asiatico al Fant-Asia Film Festival. Dopo aver diretto il cortometraggio 63 Minutes Later, nel 2009 diresse insieme a Naoyuki Tomomatsu l'horror-splatter Vampire Girl vs. Frankenstein Girl.

## Filmografia parziale

### Regista
- Anatomia Extinction (Genkai jinkō keisū) (1995)
- Speakerman: The Boo (Supīkāman: The Boo) (2004)
- Tokyo Gore Police (Tōkyō zankoku keisatsu) (2008)
- 63 Minutes Later (63-fun-go) (2009)
- Vampire Girl vs. Frankenstein Girl (Kyūketsu Shōjo tai Shōjo Furanken) (co-regia con Naoyuki Tomomatsu) (2009)
- Mutant Girls Squad (Sentô shôjo: Chi no tekkamen densetsu) (2010)
- Hell Driver (Nihon bundan: Heru doraibâ) (2010)

### Effetti speciali
- Anatomia Extinction (Genkai jinkō keisū) (1995)
- Suicide Club (Jisatsu Sākuru) di Sion Sono (2001)
- Death Train (Kyōfu ressha) di Kazuyuki Sakamoto (2004)
- Noriko's Dinner Table (Noriko no shokutaku) di Sion Sono (2005)
- Strange Circus (Kimyō na sākasu) di Sion Sono (2006)
- Sukeban Boy (tratto dal manga Oira Sukeban) di Noboru Iguchi (2006)
- The Machine Girl (Kataude mashin gāru) di Noboru Iguchi (2008)
- Tokyo Gore Police (Tōkyō zankoku keisatsu) (2008)
- Shyness Machine Girl (The Hajirai Machine Girl) (cortometraggio) di Noboru Iguchi (2009)
- Hard Revenge Milly (Hādo ribenji, Mirī: Buraddi batoru) di Takanori Tsujimoto (2009)
- RoboGeisha (Robo-geisha) di Noboru Iguchi (2009)

### Truccatore
- Anatomia Extinction (Genkai jinkō keisū) (1995)
- Suicide Club (Jisatsu Sākuru) di Sion Sono (2001)
- Death Train (Kyōfu ressha) di Kazuyuki Sakamoto (2004)
- Noriko's Dinner Table (Noriko no shokutaku) di Sion Sono (2005)
- Meatball Machine (Mitoboru Mashin) di Yūdai Yamaguchi e Jun'ichi Yamamoto (2005)
- Strange Circus (Kimyō na sākasu) di Sion Sono (2006)
- Exte: Hair Extensions (Ekusute) di Sion Sono (2007)
- The Machine Girl (Kataude mashin gāru) di Noboru Iguchi (2008)
- Tokyo Gore Police (Tōkyō zankoku keisatsu) (2008)
- L change the WorLd di Hideo Nakata (2008)
- Love Exposure (Ai no mukidashi) di Sion Sono (2008)
- Shyness Machine Girl (The Hajirai Machine Girl) (cortometraggio) di Noboru Iguchi (2009)
- Samurai Princess (Samurai purinsesu: Gedō-hime) di Kengo Kaji (2009)
- RoboGeisha (Robo-geisha) di Noboru Iguchi (2009)